# 房中術

陰陽を象徴する太極図

房中術（ぼうちゅうじゅつ）とは、中国古来の養生術の一種。房事すなわち性生活における技法で、男女和合の道である。

## 概要

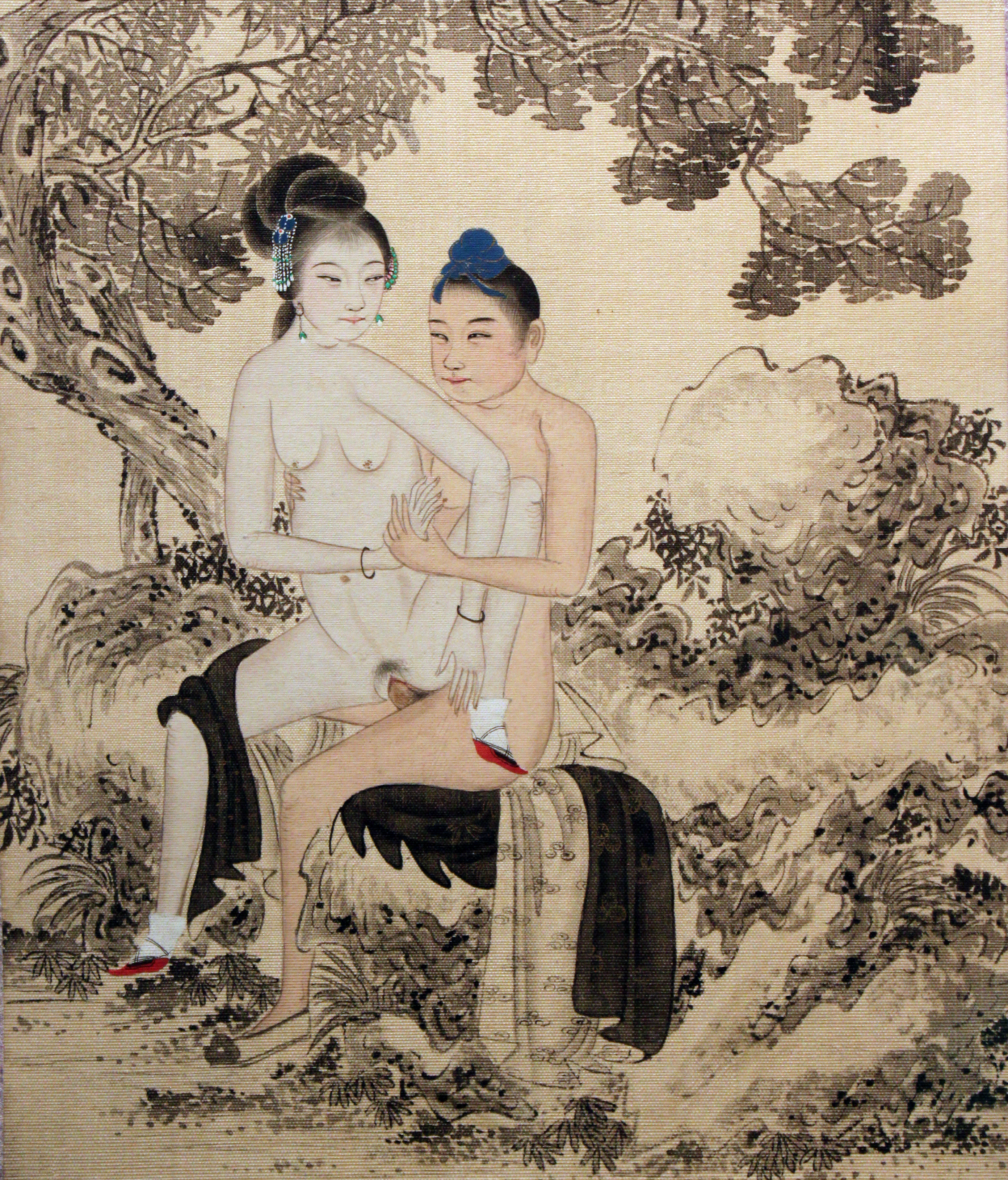
男女の交接を描いた春宮画

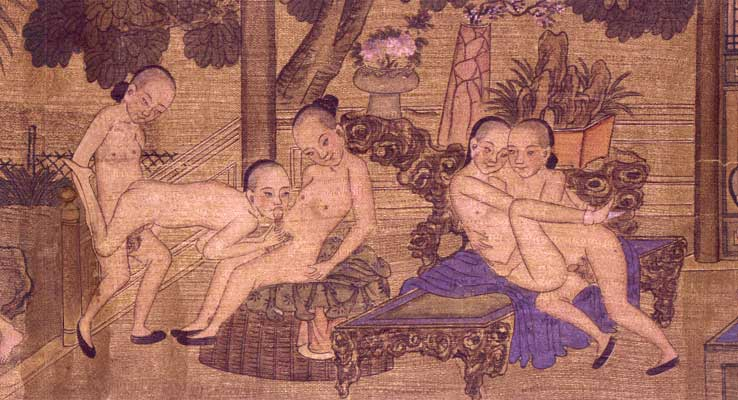
男同士の交接を描いた春宮画。19世紀。

房中術は古代中国から続く養生術の1つである。中国の宇宙観を表す『易経』の繋辞上伝には「易に太極あり。太極から両儀が生じた」とあり、宇宙の根源である太極から両儀（陰陽）が生じたとしている。「易」という漢字は日（陽）と月（陰）を組み合わせた会意文字で、昼と夜の移り変わり、変化を表すとともに陰陽も象徴している。陰陽は陰あっての陽、陽あっての陰、一対であり両儀（連れ合い）で切り離すことができないとされる。繋辞下伝には、「男女（陰陽）の精が一つになって万物が生まれ出る」と書かれており、万物の生成論を説いている。
中国の自然哲学である陰陽思想と五行思想が一体化した陰陽五行思想は、宇宙の森羅万象のあらゆる現象は陰と陽の結びつきによって成り立つと説明する。陰陽が平衡を欠けば消長盛衰し、調和すれば秩序が保たれる。天地万物の一つである人間もまた同じ陰陽の原理に従っている。一箇の人間もその中に陰陽があり、陰陽の調和があれば秩序ある生活ができ、平衡を欠けば病となる。男女においては男を陽に女を陰とする。天地万物の陰陽が調和して万物が生成されるのと同様に、男女の交わりが陰陽の規律にのっとることは、自然の理にかなうと考えられた。
『漢書』「芸文志」方技略に付されている房中の解説に、房中術の要点が記されている。「楽しみに節度があれば、心は穏やかで長生きできる。おぼれて顧みなくなれば病が生じ、いのちが損なわれる」。房中術には様々な性行為の技法が含まれているが、女性が十分に興奮した状態で交わること、男性は快楽に身を任せず精（精液のことではなく気の一種）を漏らさないように交わることが随所で説かれている。
本来の房中術は、性という人間の必須の行為に対して節制を保ち、おぼれることなく適度な楽しみとし、無用に精をもらさないことで身体を保養し、男女の身心の和合を目指すものであった。

## 歴史
1973年、中国湖南省長沙市の郊外、馬王堆三号漢墓から、大半の書名すら現代に伝わっていなかった貴重な文献が発掘された。その中には、房中術と性医学を主題にした書物が六点含まれていた。『十問』、『合陰陽』、『天下至道談』、『胎産書』、『養生方』、『雑療法』である。馬王堆から出土した文物類には、戦国の七雄、楚の特色が見られる。このため馬王堆文献の成立年代は、埋葬当時の前漢初期より古く、戦国時代と推定されているが、更にさかのぼり春秋前期（前700年頃）、あるいはそれ以前かもしれないと言われている。
房中術は後漢末の張道陵の五斗米道（天師道）に取り込まれ、唐代編纂の『隋書』「経籍志」に経典が道経に属するものとされた。以降、道教の不老長生のための養生術の一つにされた。
古代中国の性典のほとんどは中国では散逸したが、日本で編纂された平安時代の医書『医心方』「房内篇」には『素女経』『洞玄子』『玉房秘訣』などの中国の房中書が引かれている。葉徳輝はそれらの房中書の復元を試み、1907年に『双梅景闇叢書』として刊行した。オランダのファン・フーリックは中国古代の房中・性医学の文献をまとめ1951年に『秘戯図考』、1971年に『中国古代房内考』を出版した。海外の研究や馬王堆漢墓からの古代資料の発見などを契機として、中国での学術的研究が始まったのは比較的近年のことである。

## 房中術と儒家
『漢書』「芸文志」の「方技略」には房中八家の書、八種類が挙げられている。『容成陰道』、『務成（堯の師）子陰道』、『堯舜（堯・舜は儒家の聖人天子）陰道』、『湯・盤庚（湯は殷の初代天子、盤庚は同十九代天子）陰道』、『天老（黄帝の七輔の一人）雑子（雑多な諸子）陰道』、『天一（天乙に同じ、湯王のこと）陰道』、『黄帝（上古の聖人天子）三王（夏の禹王・殷の湯王・周の文王）養陽方』、『三家（三皇か、三皇は天皇・地皇・人皇ほか諸説あり）内房有子方』。これらの書名には人名を冠しており、そのほとんどが儒家の理想とする聖人である。
道徳的な印象の強い儒家において、房中術が結びつくのは儒家の「孝」の論理からである。『孟子』「離婁上篇」に「不幸に三あり。後（のち）無きを大となす」（親不孝には三つある。そのうち子孫がないというのが最も重大な不孝である）とある。儒家は子孫が絶えることは、祖先に対する祭祀が絶えることであり、父母への孝養が尽くせなくなることを意味する。そうならないためには、子をもうけることが大切であるとされ、房中術は儒家において本来は否定されるものではないとされた。古代から現在に至る中国の人間関係と社会組織の基盤をなす宗族制においても、健全な嫡子を生むことが宗族のなお一層の繁栄につながることも房中術の存在する根拠の一つであった。
宋代になると、儒家に理学（朱子学）という新しい哲学大系が生まれ、宇宙（天）の原理と人間の本性を究明しようとした。ところがこの理学の「存天理、滅人欲」（天の理にしたがい、人の欲をなくす）の思想は、房中術を誨淫の書とみなすようになり、それまで存在した房中書の大半は散佚していった。房中術は単に快楽だけを求める淫猥な性の技巧だと誤解を受けるようになり、一般に知られる房中術は実際にそのように変化していき、世間から影を潜めた。本来の房中術は道教のいくつかの流派に秘術として受け継がれるだけになった。理学のこの思想の社会的影響は現在にまで続き、中国ではみだらな文物に対する厳しい目が存在する。

## 房中術と道教
『漢書』「芸文志」では医術と神仙術の中間に位置するものとして房中術は一家をなしていたが、そのあとを受け継ぐ図書目録である『隋書』「経籍志」では一家を立てておらず、付録されている道教書の解説「道経」に「房中十三部、三十八巻」と記載されており、後漢末の頃から次第に房中術を含む方術は、道教に属するものとみなされるようになっていった。道教における房中術は長生術のひとつである。その目的は精を愛（お）しみ気を蓄えることで延年益寿・不老長寿を目指すことにあった。
後漢から三国・晋にかけて房中術は方術の一つとして流行しており、『後漢書』には方士の伝記が集められている。そこにみられる左慈は『全三国文』（『典論』）8巻論郤倹等事、曹植の『弁道論』においては房中術をよくしたとされている。方士は初期道教が成立すると次第にそこに受け入れられることとなった。後漢末には最初の道教教団である太平道と五斗米道が興り、太平道はすぐに滅びたが五斗米道は方術による教化をはかった。五斗米道では房中術は黄赤の道とも呼ばれ、入信儀礼であると同時に男女陰陽の気の交流と天地の気を交わらせることによる一種の救済儀礼でもあった。東晋の葛洪は『抱朴子』で不老長生の術を著し、外丹の服用に最上の価値を置いた。行気や房中術は外丹には及ばないが治病長生の効果があるとした。房中術については、人は陰陽の交わりを絶ってはならず、陰陽が交わらなくなると気が滞り病気になりやすく長生できなくなると、その効果を説いている。『抱朴子』に引かれている十種類の房中書は散佚してしまったが、その一部が馬王堆文献や日本の『医心方』と六朝期の道士である陶弘景の養生書『養性延命録』に引用されている。唐代の医家・道士の孫思邈が百九歳の時に書いたとされる医薬養生書『千金要方』は薬の処方や養生術を説いており、房中については特に四十歳以上の人には欠かせないものだとしている。その要点は、淫蕩に耽って快楽を追い求めるようなことはせず、節制して養生と体力の強化に努め、交わるには女性を心ゆくまで楽しませ補益することであると書かれている。
道教内では新天師道を創始した北魏の寇謙之は房中術を否定するなど、その扱いは一様ではなく、本来の意図から外れて淫猥に流れやすいことから実際にそのような行動を起こすこともあったらしく、肉体を不浄として性欲に否定的な仏教側からの批判や宋代の儒家の認識の変化などの社会情勢によって、房中術は道教でも表立って行われなくなっていき一部に秘術として残るだけになっていった。

## 房中術と内丹術
唐代以降、行気や存思などの道教の養生術から、従来の煉丹術である外丹術とは異なる内丹術という修行法が発達したが、これと房中術の還精補脳の技法との関連性を指摘する研究者もいる。房中術は陰丹とも呼ばれた。
後代の内丹法は、清修派と双修派の丹法に大別される。「禁欲的」で一人で行う単修法が「清修派」で、中国の修行者のほとんどはこの丹法である。そして「房中術」を取り入れたのが、男女の二人で修行する「双修派」の丹法である。双修派の丹法は、その接触形態から二つに分かれる。男女が「肉体的」に交接することで気を循環させる「体交法」と、肉体の交接をせず「神（意識）」のみで行う「神交法」である。
「体交法」は、「肉体的」交接により気のやりとりを行い、気の循環を図る。気のやりとりの無いものは通常の性的行為であり、内丹法としての房中術ではないとされる。体交法は、交接により男女の「双方」で気のやりとりを行うが、効果を出すためには双方ともみだりに精を漏らしてはならないとする。他に、男女の片方が一方的に気を奪い取る「玉女採戦」があるが、奪われる側は体をひどく損ねるとされ問題視された。
「神交法」は、隔体神交法とも呼び、肉体での交わりはせずに離れた所から互いに「神（意識）」だけで気のやりとりを行う。要点は、男は衣をゆるめず、女は帯をとかず「男不寛衣、女不解帯」。神明のごとく敬い、父母のごとく愛せ「敬如神明、愛如父母」。つまり、厳粛実直の気持ちで、相手に対し父母に対するがごとく淫念を持たず愛し、相手から離れて静かに向かい合って意識で気を交わらせる、とされ体交法よりも効果が高いという。
歴史的に、金代の王重陽に始まる北宗は、禁欲を説く清修派の丹法である。北宋の張伯端に始まる南宗は、清修派を主流とし双修派神交法の系統もある。明清代の双修派の丹法は陸西星の東派、李西月の西派が代表的であり、神交法である。その他に、男性のみが一方的に女性の気で自らを補う単修法の房中術もある。この玉女採戦の技法は三峯採戦の術とも呼ばれた房中術の方法と結びつけられ、三峯派と称される。三峯派の開祖は張三峯とされるが、太極拳の創始者に仮託された張三丰とは別人だという。

## 中医学と性養生
歴史的に道教と関連しながら発展してきた中医学は現代医学とは異なる生命観、医療観を持っている。病気を治療する「治療医学」に加えて、病になる前の段階で治療すべきであるという予防を主体とした「未病を治す」医学思想を主張してその特徴の一つに挙げている。それは養生（生を養う）を行うことで自然と調和した生活を送り、年齢に見合わない老化を防ぎ寿命を全うすることを目的とする。具体的方法は、一つ目は医食同源という言葉のある「食養生」で、食物から得られるものは、精になり気となって体を巡りながら身心を形づくり保養するため、この食事の摂り方を改善するものである。二つ目は「気功」であり、一定の動作を伴った功法などによって気血の流れを改善し身心の好調を保つ方法である。そして三つ目が「性養生」で、中医学では性生活と健康との関係を重視しており、理にかなった性生活は身心を健康に保つが、誤った性生活は精を浪費し、気を消耗して、健康を大きく損ねるとされる。それを防ぐための技法や精の衰えを防ぐ漢方薬などの手段を持っている。